# NGC 1193
NGC 1193 ist ein offener Sternhaufen im Sternbild Perseus, der sich etwa 1 ° südwestlich vom Stern Misam befindet. Am 24. Oktober 1786 entdeckte Friedrich Wilhelm Herschel den Sternhaufen. NGC 1193 besitzt einen Durchmesser von 3' und eine scheinbare Helligkeit von 12,6 mag. NGC 1193 galt mit einem vermuteten Alter von 8 Milliarden Jahren, das sich aus einer angenommenen Metallizität von −0,23 ergab, als sehr alter offener Sternhaufen. Neuere Untersuchungen korrigierten die Metallizität auf −0,35 und das Alter auf 4,23 Milliarden Jahre.